# Oskar Svärd
Lars Oskar Svärd, född 19 september 1976 i Tvärreds församling i Älvsborgs län, är en svensk officer och skidåkare som tävlar för Tvärreds IF och som segrade i Vasaloppet 2003, 2005 och 2007. Han vann långloppet Marcialonga i Italien 2010.

## Biografi
Sedan 1999 har Svärd under ett antal år varit bland de tio bästa i Vasaloppet. Hans placeringssvit 1999-2011 var 9 - 2 - 5 - 3 - 1 - 4 - 1 - 5 - 1 - 4 - 2 - 7 - 7.
Svärd har vunnit Tjeckiens motsvarighet till Vasaloppet Jizerska 2003, 2004 och 2010 samt Finlandialoppet 2011. Totalt har han åtta segrar i långloppsvärldscupen och 24 pallplaceringar.
Svärd tävlar även i orientering där springer han för Malungs OK Skogsmårdarna. Bl.a. sprang han första sträckan när klubben var tvåa på Jukola 2012. Han har tidigare tävlat för Ulricehamns OK och har SM-medalj med klubben i stafett i H21, 2007, där han sprang första sträckan.
Svärd har även SM-medalj som senior i längdskidor (2009, 50km, brons, Åsarna), rullskidor (2006, silver, Burseryd) och skidorientering (2002, individuellt brons och stafett silver, Gällivare).
Svärd deltog 2008 i Falkenbergs stadslopp 10km och vann med tiden 33:10. Han snabbaste tid på 10km är 32:30, VP-milen, Vetlanda 2009.
Svärd innehar gällande rekord på En Svensk Klassiker, satt 2014 med tiden 13:57:16.
Svärd avslutade sin skidkarriär 2016 och jobbar nu som officer på Ing2 i Eksjö samt med att träna skidåkare som vill utveckla sig genom Optima Ski.
2023 vann han Försvarsmaktsvasan, en tävling som går varje år under Vasaloppet Öppet Spår.
2023 blev han tillsammans med tre andra teamdeltagare (Malin Hjalmarsson, John Karlsson, Per Vestling) världsmästare i Adventure racing i hård konkurrens med 108 andra lag. Tävlingen är en extrem form av multisport/ patrulltävling och genomfördes i Sydafrika. Det var andra gången på tre år som laget blev världsmästare, 2021 segrade Oscar tillsammans med dåvarande team (Malin Hjalmarsson, John Karlsson, Emil Dahlqvist,) i VM i Spanien.